# Louisiana (staat)
Louisiana (Frans: Louisiane) is een van de vijftig staten van de Verenigde Staten. De standaardafkorting voor de "Pelican", zoals de bijnaam van de staat luidt, is LA of La. (niet te verwarren met de stad Los Angeles die dezelfde afkorting heeft). De hoofdstad is Baton Rouge.

## Geschiedenis
Het gebied dat nu de staat Louisiana vormt, werd oorspronkelijk bevolkt door Indianenstammen als de Choctaws. Op verschillende plekken in de staat zijn oude grondwerken met verhoogde terrassen te vinden zoals bij Poverty Point. De eerste Europeanen in het gebied waren de leden van een expeditie geleid door de Spanjaard Pánfilo de Narváez, die in 1528 de monding van de rivier de Mississippi ontdekte. Ongeveer dertien jaar later verkende een expeditie onder leiding van Hernando de Soto het gebied.
De Spanjaarden hadden daarna weinig belangstelling meer voor de regio. De eerstvolgende verkenners waren dan ook Frans. René Robert Cavelier de La Salle gaf het gebied in 1682 de naam La Louisiane ter ere van zijn vorst Lodewijk XIV. De naam La Louisiane verwees in die tijd naar het volledige rivierbekken van de Mississippi en was veel groter dan de huidige staat. De rivier vormde het hart van het territorium Louisiana, dat reikte tot aan het huidige Canada. In 1763 met de Vrede van Parijs verloren de Fransen het gebied grotendeels aan Spanje. Na een eerste woelige periode, met een opstand van de Franse bevolking, bouwde Spanje het gebied uit van een militaire buitenpost naar een welvarend gebied. Zij voerden massaal zwarte slaven in (die ook relatief gemakkelijk de vrijheid konden verkrijgen), zij introduceerden de teelt van suikerriet en katoen op plantages en zij bouwden New Orleans uit tot een handelscentrum. In de jaren-1780 vestigden gevluchte plantageslaven, de zgn. Marrons, zich in de moerassen rond New Orleans. Maar een Spaans leger kreeg hen te pakken en op 19 juni 1784 werd hun leider, Jean Saint Malo, terechtgesteld. In de jaren 1790 werd een geplande opstand tijdens de paasdagen voortijdig ontdekt, waarna 23 verdachten werden opgehangen.
In 1796 was er een eerste epidemie van gele koorts in Louisiana. Deze ziekte keerde regelmatig terug in de zomer. In 1853 werden bijna 30.000 mensen ziek en overleden er 8.647. Pas na 1905 werd de ziekte, overgedragen door muskieten, er uitgeroeid.
Rond 1800 kreeg Frankrijk, dat toen geregeerd werd door Napoleon Bonaparte, het territorium terug dat toen alleen nog maar de westelijke kant van het rivierbekken besloeg. De oostelijke kant was al grotendeels in handen van de Amerikanen. In 1803 werd het gebied aan de Verenigde Staten verkocht, een transactie die bekend is geworden als de Louisiana Purchase. Het jaar erop werd het Territory of Orleans opgericht om het gebied, waarvan de grenzen nog niet vastlagen, te besturen. Op 30 april 1812 werd Louisiana formeel, als 18e, een staat van de Verenigde Staten. Toch duurde het nog tot 1819, met het Adams-Onísverdrag, vooraleer de oostelijke en de westelijke grens van de staat definitief werden vastgelegd. Eind 1814 vond de Slag bij New Orleans plaats waarbij de Engelsen  vergeefs probeerden de stad te veroveren in het kader van de Oorlog van 1812.
De economie van Louisiana was sterk afhankelijk van slavenarbeid en toen Abraham Lincoln in 1861 president werd en de slavernij ging afschaffen sloot de staat zich aan bij de Geconfedereerde Staten van Amerika waarna de Amerikaanse Burgeroorlog uitbrak. Louisiana werd reeds in 1862 ingenomen door de troepen van de Unie (het noorden) als onderdeel van hun strategie om de rivier de Mississippi te bezetten en zo de Confederatie in tweeën te splitsen.
Na 1865 ging Louisiana actief immigranten werven in Calabrië en Sicilië om het arbeidersbestand aan te vullen op de katoenvelden en in de havens. In het stelsel van segregatie werden de Italianen tot de blanken gerekend, maar ze werden geminacht en "dago" genoemd. In 1892 kwam het zelfs tot een lynchpartij na een aanslag op de blanke politiecommissaris van New Orleans. In 1901 gingen de Italiaanse vakbonden tot afgrijzen van de blanken op basis van gelijkheid samenwerken met de zwarte bonden in de "Dock and Cotton Group".
In 1927 raakten 700.000 mensen dakloos doordat de Mississippi buiten haar oevers trad. In de verkiezingen die hierop volgden werd Huey Long de nieuwe gouverneur. Long is tot op de dag van vandaag nog steeds omstreden. Hij deed veel voor de armen, investeerde in de infrastructuur en bouwde het nieuwe Louisiana State Capitol maar stond ook bekend als corrupt en autoritair. Hij zou later een gooi doen naar het presidentschap maar werd in 1935 vermoord.
In 2005 werd Louisiana getroffen door de orkaan Katrina, die gezien wordt als de grootste natuurramp die de Verenigde Staten ooit gekend heeft. In 2010 vond voor de kust de olieramp met de Deepwater Horizon plaats.

## Geografie

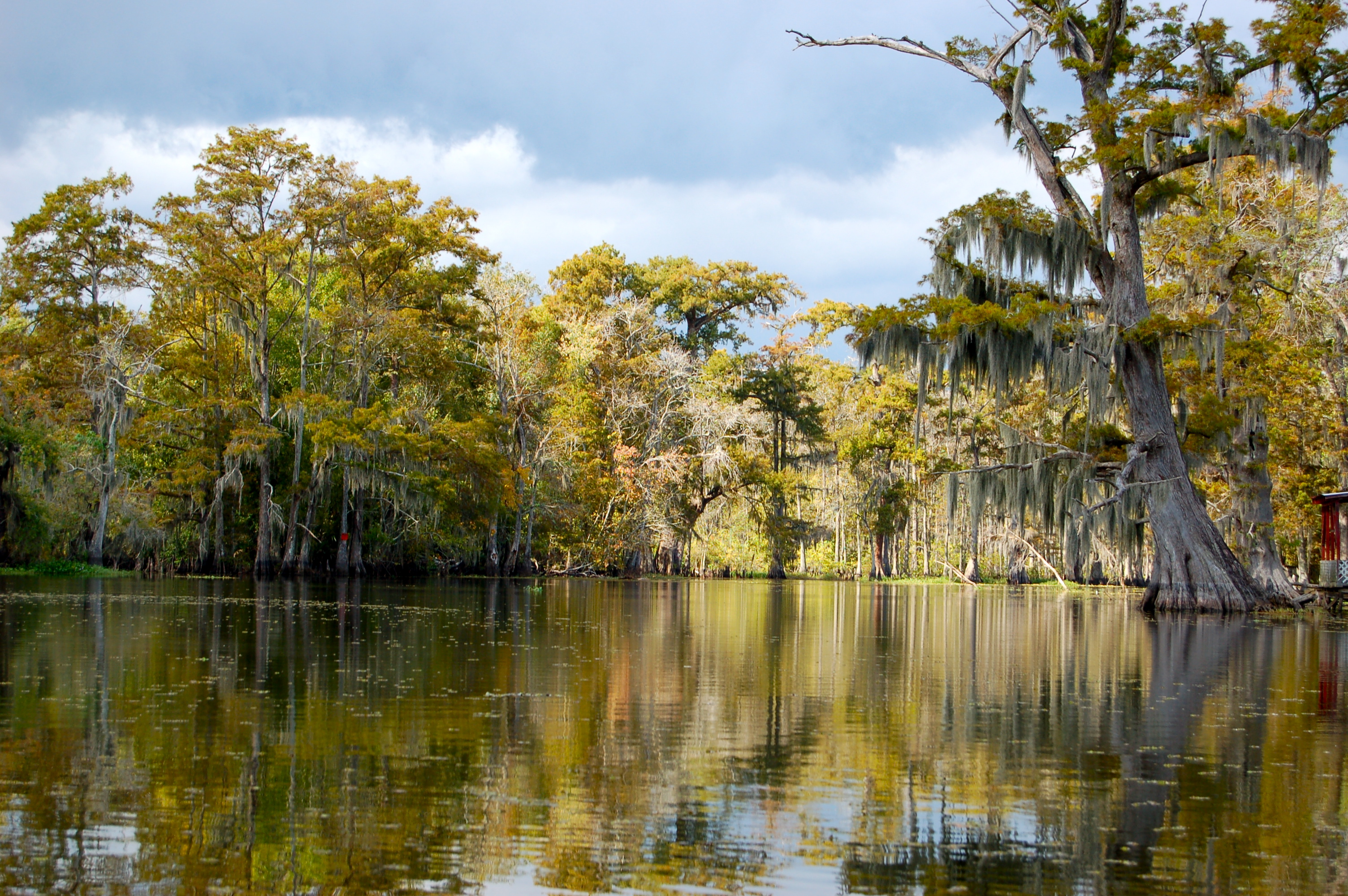
Bayou Corne in het zuiden van Louisiana

De staat Louisiana beslaat 134.382 km², waarvan 112.927 km² land is. Het behoort tot de Central tijdzone en tot de zogenaamde Deep South.
Louisiana, dat aan de Golf van Mexico ligt, grenst in het noorden aan de staat Arkansas en Mississippi, in het westen aan Texas en in het oosten aan Mississippi.
De belangrijkste rivier is de Mississippi, die een groot gedeelte van de grens met de gelijknamige staat vormt en 150 km voorbij New Orleans, via de Mississippi River Delta in de Golf van Mexico uitmondt. De staat is rijk aan grotere en kleinere meren, waaronder Lake Pontchartrain, het Toledo Bend Reservoir, Grand Lake en White Lake. Daarnaast telt Louisiana veel eilanden, zoals Marsh Island en de Chandeleur Islands.
Het hoogste punt van de vrij vlakke staat is de top van Driskill Mountain (163 m). Een groot deel van de kustgebieden wordt gevormd door moerassen, de bayous, die ontstonden doordat de Mississippi, waarvan de loop door de eeuwen heen veranderde, hier vroeger doorheen stroomde.

### Bestuurlijke indeling
In tegenstelling tot andere staten, is Louisiana niet opgedeeld in county's, maar in parishes (nl: parochies). De staat kent 64 van zulke parishes.

## Cultuur

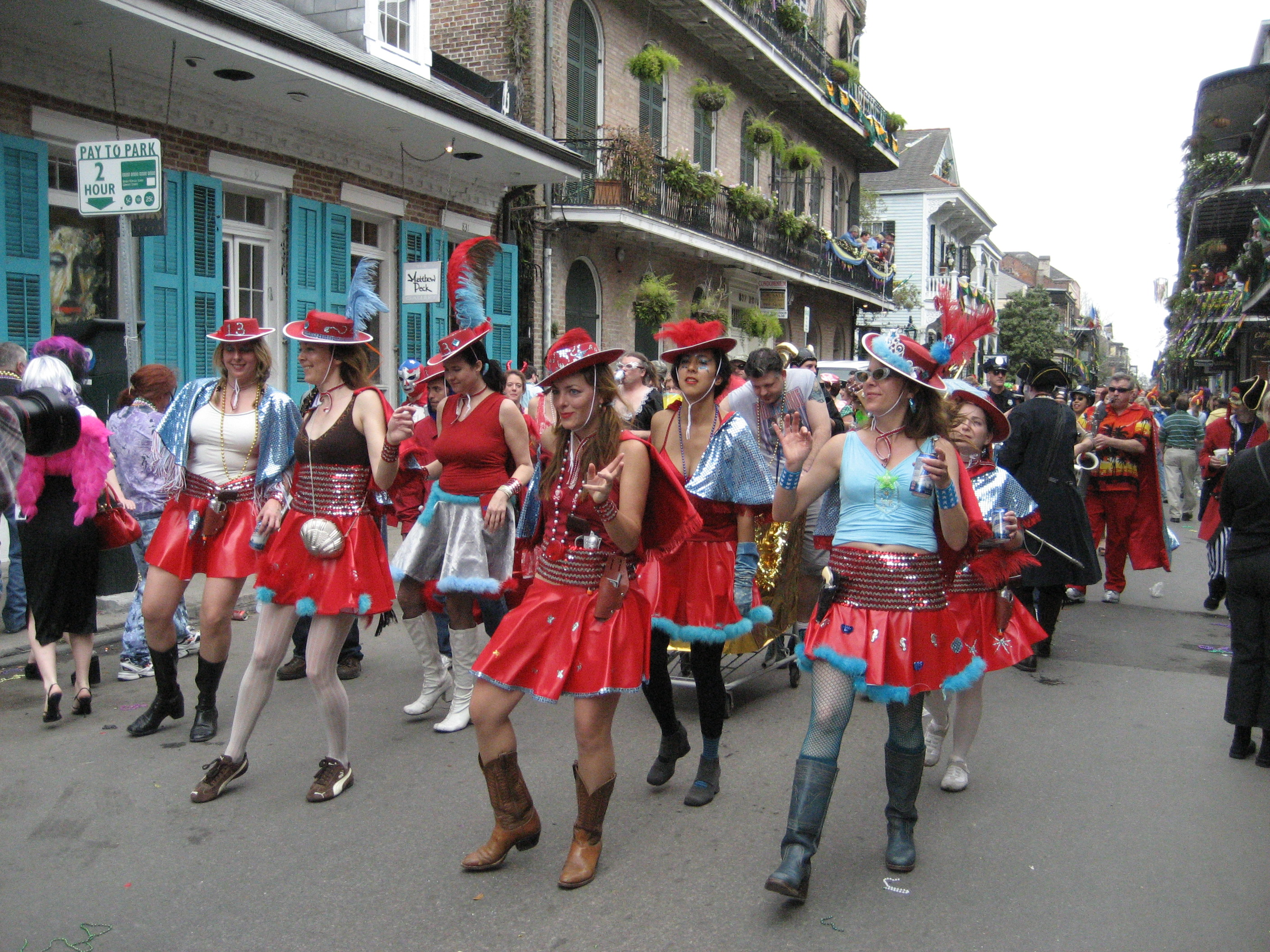
Mardi Gras in het French Quarter (de oude stad) van New Orleans. In de architectuur zijn de invloeden van de Spaanse en Franse geschiedenis nog duidelijk te zien.

De bekendste muzieksoort uit Louisiana is de jazz, die begin 20e eeuw ontstond in New Orleans uit een kruisbestuiving van ragtime, blues, folk, negrospirituals en Franse marsmuziek. Ook de blues is voor een belangrijk deel uit de staat afkomstig. Dan is er nog de zydeco, uit de creolegemeenschap. New Orleans is bekend door zijn uitbundige viering van Mardi Gras.
Sinds de 21e eeuw is de staat steeds meer in trek als filmlocatie wat het de bijnaam Hollywood South heeft gegeven.
De vlag van Louisiana stamt pas uit 1861 (tijdens de burgeroorlog) daarvoor was er nog geen officiële vlag. Op de vlag is een pelikaan met drie jongen te zien waarbij de moeder haar bloed gebruikt om de jongen te voeren. Dit symboliseert naastenliefde en is een verwijzing naar een vroegchristelijk symbool voor Jezus' zelfopoffering. De pelikaan is ook een symbool voor de staat.

### Franstalige minderheid

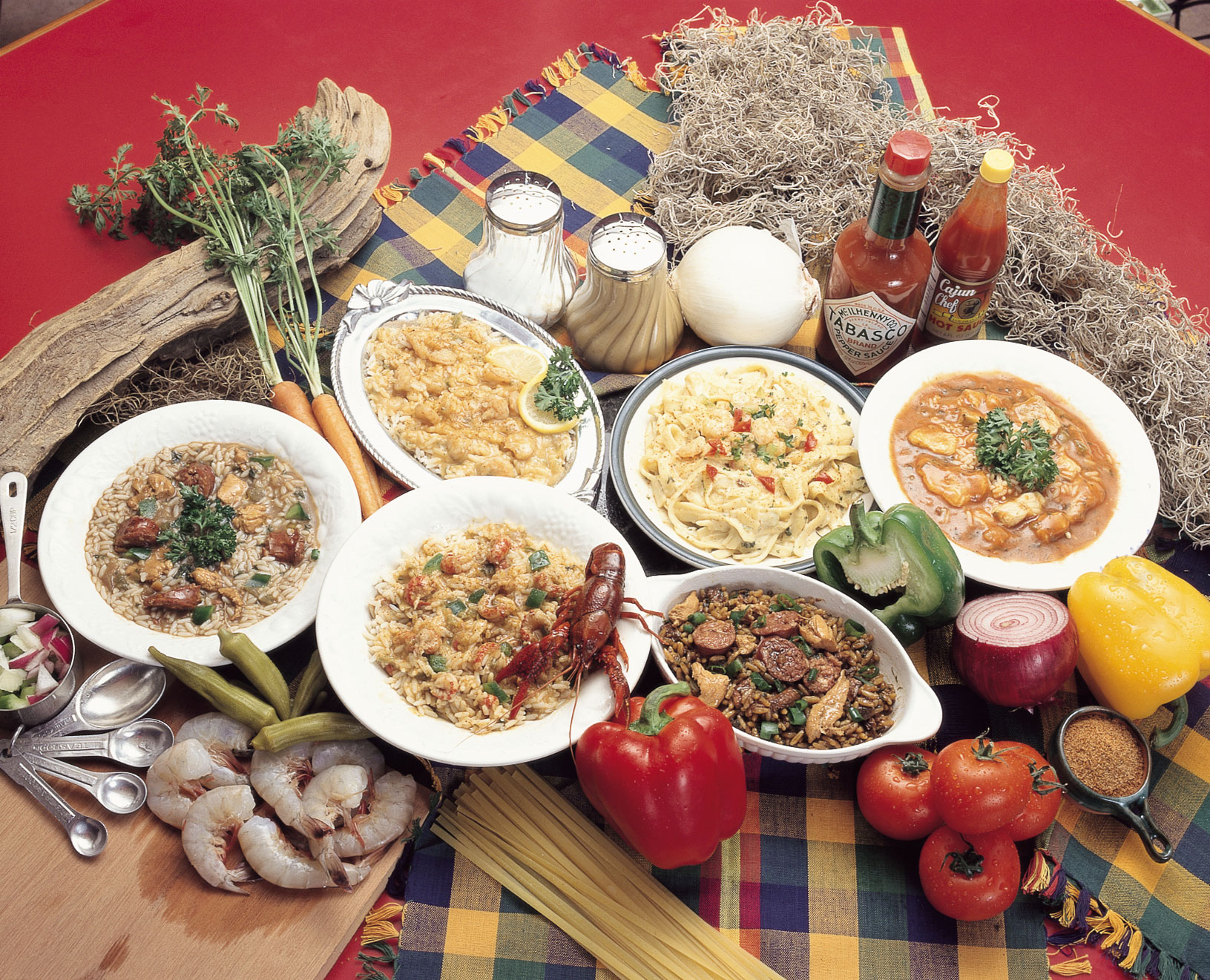
Gerechten uit de Cajunkeuken

De blanke Franssprekenden zijn afstammelingen van de kolonisten die een kolonie begonnen in 1604 in Port Royal (Acadië), in het huidige Canada. Deze groep die zich Acadians noemde werd in 1755 door de Engelse Kroon verbannen naar allerlei oorden, maar een groot gedeelte kwam terecht in het zuidwestelijk deel van Louisiana dat ze Acadiana noemden. Het woord Acadian werd in de loop van de tijd verbasterd tot Cajun. De reeds gevestigde bevolking in die streek bestond uit creolen en indianen. Eind 18e eeuw vluchtten veel Fransen uit Saint-Domingue (het tegenwoordige Haïti) naar Louisiana vanwege de Haïtiaanse Revolutie. In Louisiana spreekt ongeveer 7% van de bevolking Frans, wat neerkomt op ongeveer 320.000 mensen. De Cajun hebben hun eigen cultuur met hun eigen Cajunmuziek, Cajun-Frans, Cajunkeuken en eigen religieuze tradities.

## Demografie en economie
In 2000 telde Louisiana 4.468.976 inwoners (33 per km²) waarvan ongeveer 68% van de bevolking in een stedelijk gebied woont. De grootste steden zijn New Orleans, de hoofdstad Baton Rouge en Shreveport. De staat kent twee officiële talen: Engels en Frans.
In 2001 bedroeg het bruto product van de staat 149 miljard dollar. De haven van South Louisiana die zich over een lengte van 87 km uitstrekt langs de Mississippi is een van de grootste ter wereld. Verder leeft de staat van het toerisme, landbouw en de olie-industrie waarbij zowel in de staat als voor de kust olie wordt gewonnen.
Louisiana heeft de twijfelachtige eer om het hoogste aantal gevangenen per hoofd van de bevolking te hebben van alle staten in VS (1341 gevangenen per 100.000 inwoners in 2012). De VS heeft al het hoogste aantal gevangenen per hoofd van de bevolking ter wereld. Bovendien heeft Louisiana het hoogste aantal moorden per capita van alle staten in de VS (10,8 per 100.000).

## Politiek

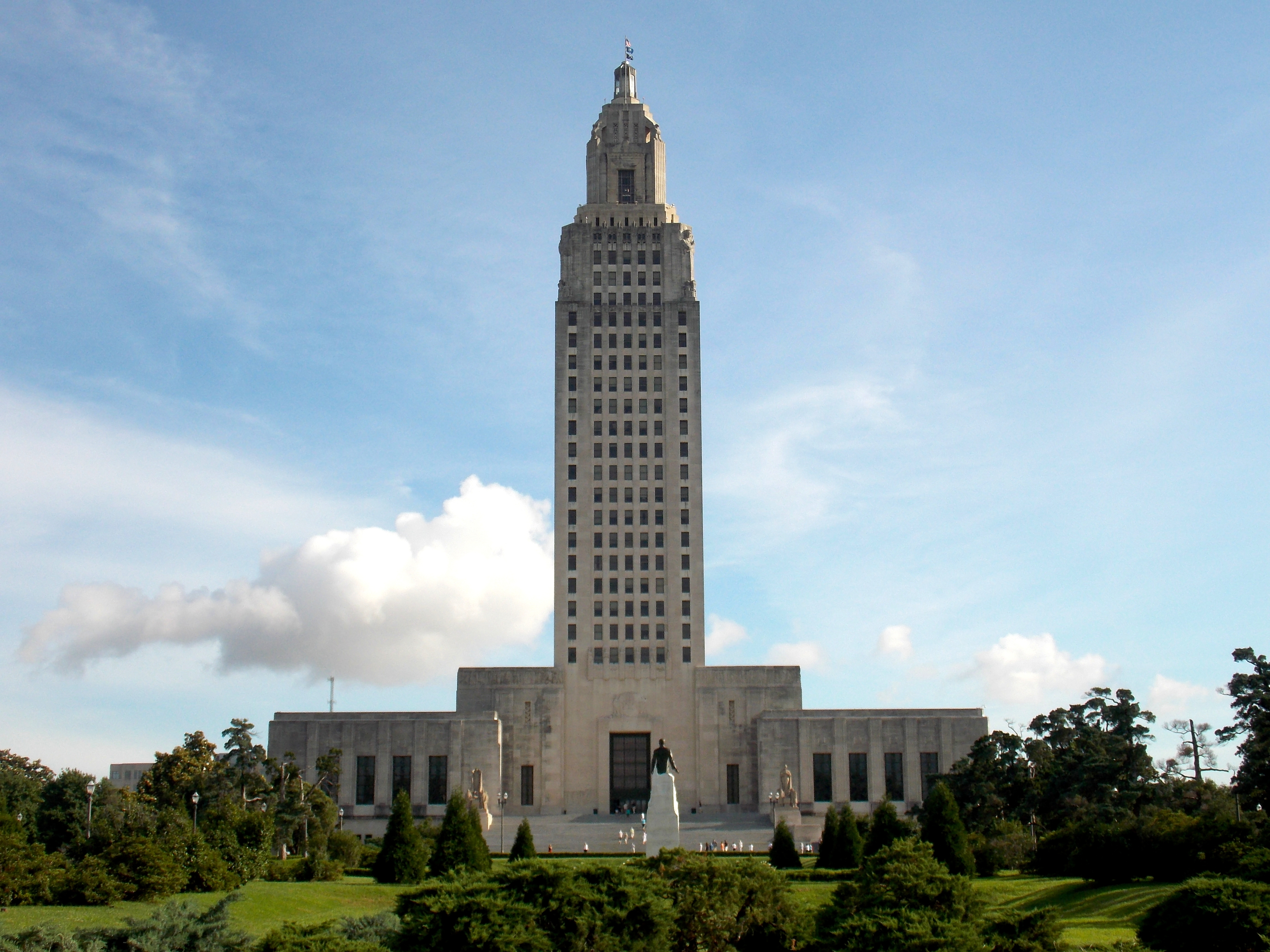
Het parlementsgebouw van Louisiana

Aan het hoofd van de uitvoerende macht van de staat staat een gouverneur, die direct gekozen wordt door de kiesgerechtigden in de staat. De huidige gouverneur van Louisiana is Jeff Landry van de Republikeinse Partij. Hij werd verkozen bij de gouverneursverkiezing van 2023 en trad aan in januari 2024.
De wetgevende macht bestaat uit het Huis van Afgevaardigden van Louisiana (Louisiana House of Representatives) met 105 leden en de Senaat van Louisiana (Louisiana State Senate) met 39 leden.
Ten opzichte van veel andere Amerikaanse staten kent Louisiana op staatsniveau een afwijkend verkiezingssysteem waarbij geen voorverkiezingen plaatsvinden. Alle geïnteresseerde kandidaten, ongeacht van welke partij, nemen deel aan de eerste ronde. Slechts wanneer geen van hen een meerderheid behaalt, wordt een tweede ronde georganiseerd tussen de twee kandidaten met de meeste stemmen. Het is zodoende mogelijk dat een tweede ronde bestaat uit twee kandidaten van dezelfde partij.